# Quartier Saint-Thomas-d'Aquin
Le quartier Saint-Thomas-d'Aquin est le 25e quartier administratif de Paris situé dans le 7e arrondissement.
Il est le quartier le plus cher de Paris. De nombreuses célébrités y ont élu domicile.
On y trouve l'Hôtel de Matignon résidence du Premier ministre ainsi que plusieurs ministères (Écologie, transports...). L'essentiel des ministères est situé dans le quartier voisin des Invalides.

## Situation
Le quartier est délimité : 
- à l'ouest : Rue Vaneau, rue de Bellechasse, rue de la Légion-d'Honneur
- à l'est : par une section de la  rue de Sèvres, puis la rue des Saints-Pères
- au sud : les rues Vaneau et de Sèvres forment une pointe
- au nord : au bord de la Seine: Quai Anatole France, Quai Voltaire

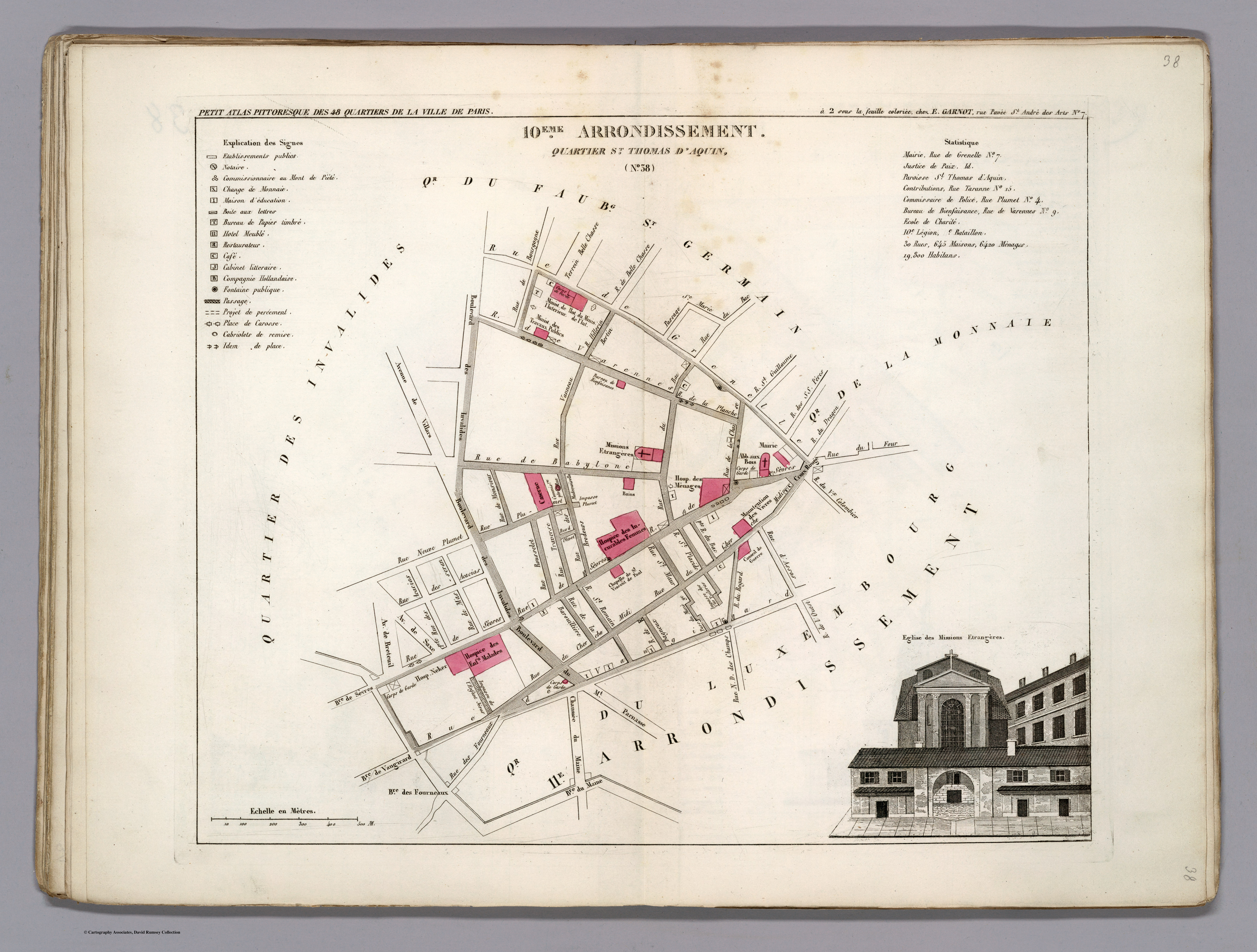
Plan du quartier Saint Thomas d'Aquin dans l'ancien 10e arrondissement en 1834.
Les quartiers du 7e arrondissement.

## Origine du nom
Il est nommé en l'honneur du philosophe et théologien Thomas d'Aquin (1225-1274).

## Bâtiments remarquables et lieux de mémoire
- Église Saint-Thomas-d'Aquin.
- Chapelle Notre-Dame-de-la-Médaille-Miraculeuse de Paris.
- Chapelle de l'Épiphanie.
- Ex-hôpital Laennec.
- Hôtel Matignon.
- Magasin Au Bon Marché.
- Musée d'Orsay
- Institut d'études politiques de Paris